# Kasuga

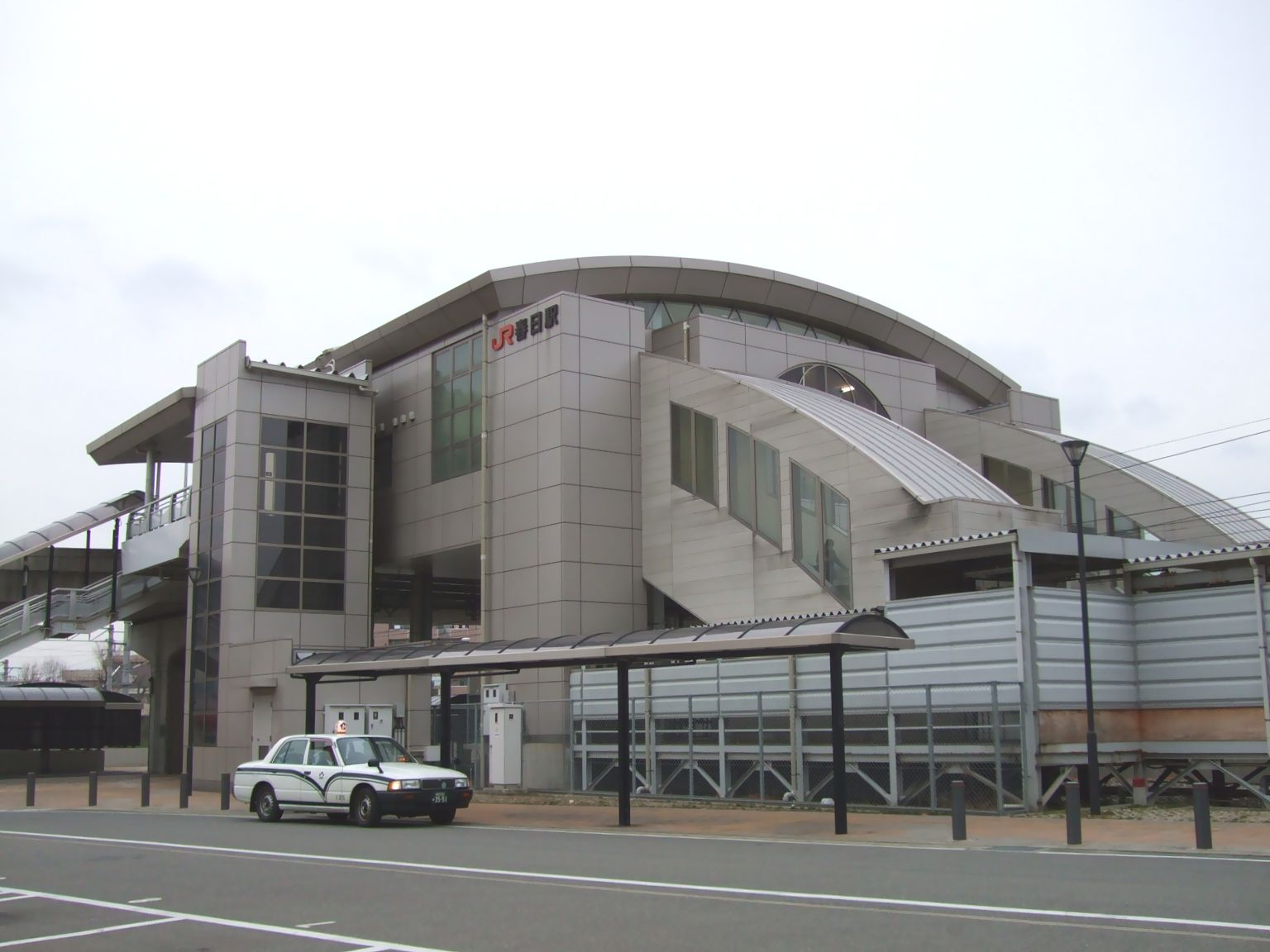
Gara

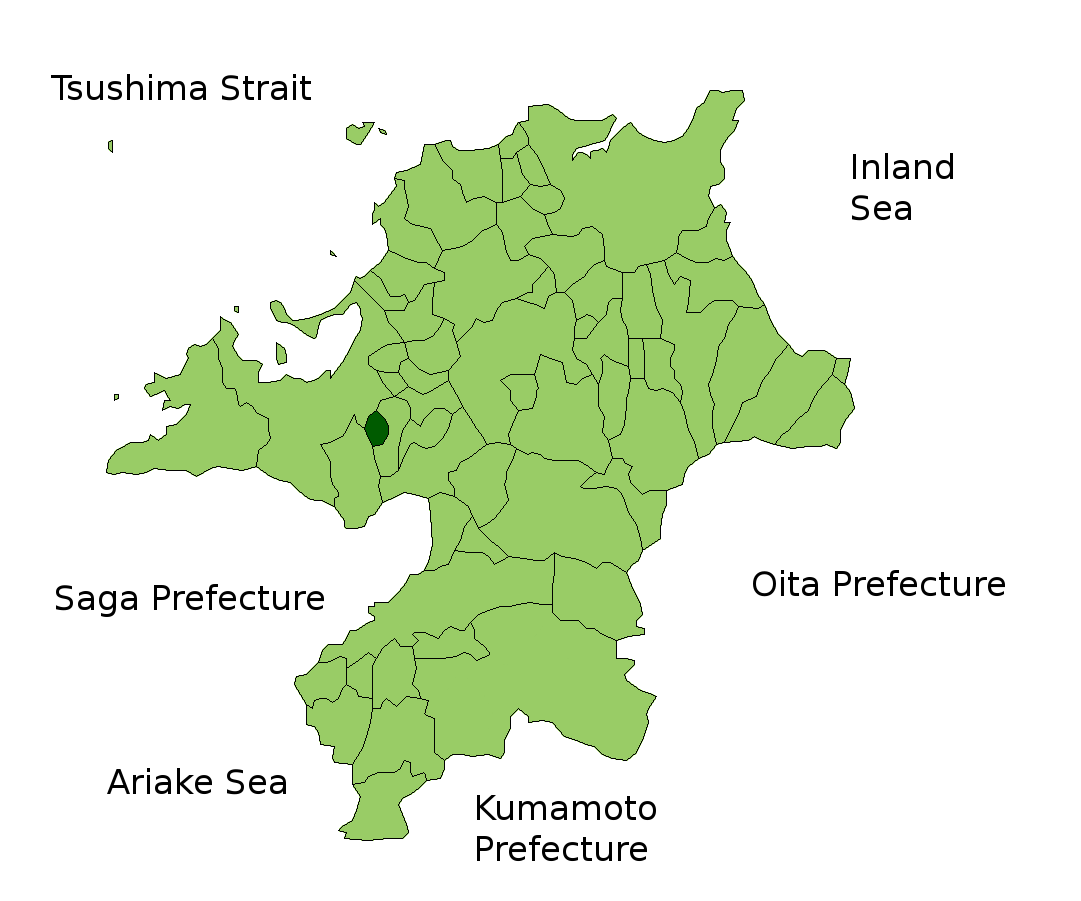

Kasuga (春日市 Kasuga-shi?) este un municipiu din Japonia, prefectura Fukuoka.